# Собков, Роман Васильевич
Рома́н Васи́льевич Собко́в (укр. Роман Васильович Собків, позывной — Пума; 8 апреля 1989, Малые Дедушичи — 12 марта 2022, Гута-Межигорская) — украинский военнослужащий, майор, участник российско-украинской войны. Герой Украины (17 апреля 2022, посмертно).

## Биография
Роман Собков родился 8 апреля 1989 года в селе Малые Дедушичи Стрыйского района Львовской области Украины.
Окончил Великодедушицкую опорную СОШ И-ІІІ ст. и Стрыйское ОПУ № 8.
В 2007 году призван на срочную службу во внутренние войска МВД Украины.
В 2008 году стал курсантом, а в 2012 году окончил Академию внутренних войск по специальности «Автомобильный транспорт».
Четыре года прослужил в танковом подразделении 4-й бригады оперативного назначения НГУ имени Героя Украины сержанта Сергея Михальчука. Более года с этого времени находился в боевых командировках на Донбассе.
С февраля по апрель 2017 года личный состав под руководством майора Собкова выполнял служебно-боевые задачи на взводном опорном пункте в Бахмутском районе Донецкой области, где осуществлял прикрытие позиций ротной тактической группы и недопущение диверсионно-разведывательных групп на территорию, подконтрольную Украине.
С декабря 2017 года по март 2018 года активно участвовал в выполнении служебно-боевых задач по охране и обороне определённых объектов в Донецкой области, борьбе с незаконными вооружёнными формированиями.
В августе 2021 года был переведёз в ОЗСП «Омега» Северного ОТО НГУ.
12 марта 2022 года погиб в бою у села Гута-Межигорская в Киевской области вместе со старшим лейтенантом Виктором Головко, прикрывая отход личного состава.

## Награды
- Звание «Герой Украины» с удостоением ордена «Золотая Звезда» (17 апреля 2022, посмертно) — за личное мужество и героизм, проявленные в защите государственного суверенитета и территориальной целостности Украины, верность военной присяге[2].